# Василий (Астериу)
Васи́лий Сми́рнский (греч. Βασίλειος Σμύρνης, в миру Косма́с Астери́у, греч. Κοσμάς Ἀστερίου или Астериа́дис, греч. Άστεριάδης, болг. Козма Стерьов; 25 марта 1835, Загоричани, Османская империя — 22 января 1910, Смирна, Османская империя) — епископ Константинопольской православной церкви, митрополит Смирнский. Богослов.
В Православной энциклопедии назван «одним из выдающихся иерархов православного Востока XIX—XX вв».

## Биография

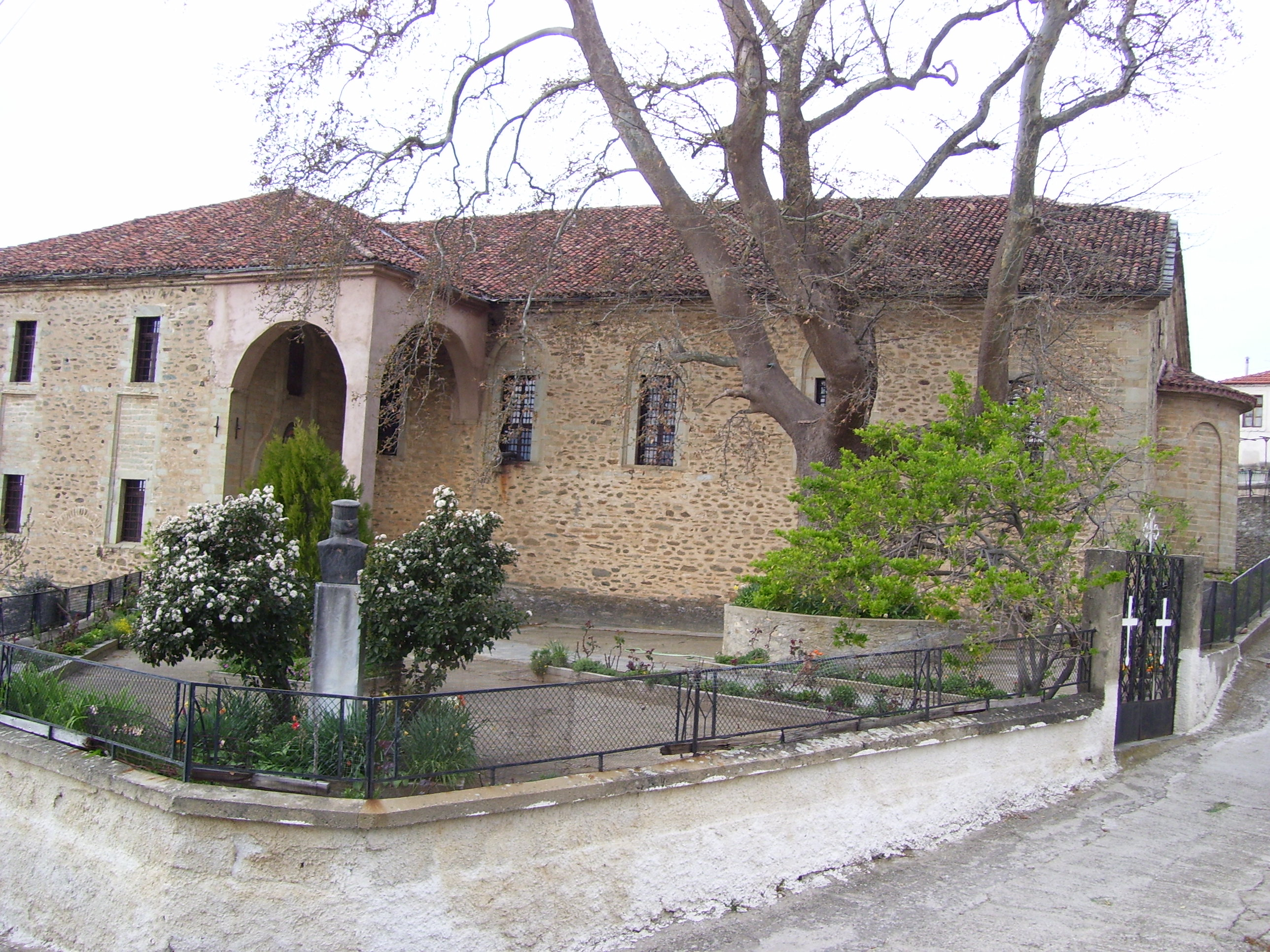
Церковь Рождества Богородицы в селе Василиада, с памятником митрополиту Василию

Василий родился в 1835 году в османском тогда селе Загорицани (болг. Загоричани) сегодняшнего нома Кастория, Западная Македония, Греция. Село имело значительное славяноязычное население. В болгарских и других источниках именуется болгароязычным населением или болгарами
Окончил школу в Загорицани и в 1847 году, в возрасте 13 лет, был отправлен в Константинополь, где жил его дед и где его дядя по материнской линии, Николай, служил священником.
Учился в Великой школе нации на Фанаре, после чего, в 1853 году, в Халкинской богословской школе, где его преподавателем был епископ Константин (Типалдос). Позже продолжил учёбу в Лейпцигском университете.
По возвращении в Константинополь Василий, который отличался знанием древних форм греческого языка, а также латинского, начал преподавать эти предметы в начальных классах семинарии, как помощник Ильи Танталидиса.
13 мая 1860 года был рукоположён епископом Константином (Типалдосом) в сан диакона, а в июле того же года стал архидиаконом при митрополите Никейском Иоанникии (Константинидисе).

### Митрополит Анхиальский
В 1865 году, когда митрополит Анхиальский Софроний подал в отставку по причине болезни, митрополит Никейский Иоанникий (Константинидис) предложил Василия в качестве его преемника.
25 сентября 1865 года митрополит Иоанникий возвёл его в сан священника, и через два дня, 27 сентября, Василий был избран Священным Синодом и Патриархом Софронием (1863—1866) митрополитом Анхиальским (сегодняшний Поморие на территории Болгарии), с греческой и болгароязычной паствой.
В октябре 1870 года Василий стал временным директором Халкинской духовной семинарии, установив строгую дисциплину, которая ослабла при Константине Типалдосе.
К тому времени болгарские светские и церковные делители активно добивались независимости от Константинопольской Патриархии. Это движение являлось составной частью общего процесса национальной консолидации болгарской этноязыковой общности в эпоху болгарского возрождения и вело отсчёт с 1820-х годов, когда представители болгарской общественности начали требовать назначения епископами в болгарских митрополиях болгар, а не греков. Но только в 1856 году, после издания султанского указа (hati-i-humayum) от 18 февраля о реорганизации немусульманских наций (millet), претензии болгарского народа были близки к осуществлению. Константинопольский Патриарх продолжал отклонять требования о назначении болгарских епископов и о предоставлении «национальной» автономии, ссылаясь на то, что церковное право православия не предусматривает национальное различие. В марте 1860 года болгарское духовенство Константинополя объявило, что исполняет свои религиозные обязанности с разрешения султана, а не патриарха. Одновременно раскольниками было объявлено что епископ Иларион (Михайловский) является главой самопровозглашённой Болгарской церкви.
В июле 1860 года Константинопольский Патриарх предложил уступки — назначение нескольких болгарских епископов и использование болгарского языка в церквях и школах. Епископ Иларион не принял эти уступки, требуя создание автокефальной церкви. В 1867 году Григорий VI выразил желание признать автономную болгарскую церковь на территории от Дуная до Балканского хребта. Российская дипломатия и посол граф Николай Игнатьев советовали болгарскому духовенству принять предложение. Но болгары, ожидая поддержку турок, вновь противостоявших грекам Крита, выдвигали претензии на территории Восточной Румелии и Македонии, населённые в основном болгарами.
Игнатьев предпринял усилия для достижения компромисса и убедил султана создать греко-болгарский комитет, который, под его руководством, пришёл к плану создания болгарской национальной церкви, включавшей 74 митрополии. 37 из них оставались в юрисдикции Константинопольского патриарха, 25 переходили в юрисдикцию болгарской церкви, 4 в юрисдикцию сербской церкви и 8 в совместное управление греками и болгарами. План был отклонён Константинопольским Патриархом. Чтобы положить конец конфронтации, султан, при поддержке англичан (но не Игнатьева), издал 11 марта 1870 года фирман, согласно которому создавалась автономная болгарская церковь, первоначально из 17 митрополий, руководимая экзархом.
Константинопольский Патриарх оставался непримиримым и в феврале 1872 года объявил новую болгарскую церковь еретической и предал анафеме болгарского экзарха и его епископов. Митрополит Василий, вместе с Илиасом Танталидисом, Патриархом Иерусалимским Кириллом II и митрополитом Кесарийским Иоанном (Анастасиадисом), не поддержали столь жёсткий мер по отношении к болгарским экзархистам.
В ходе этих событий Патриарх Анфим VI предложил Василию стать преемником митрополита Кесарийского Паисия, но Василий отказался и в сентябре 1871 года вернулся в Анхиалос (сегодня Поморие).
В сентябре 1872 года митрополит Василий принял участие в поместном Константинопольском соборе и был среди меньшинства, которое было против провозглашения Болгарской церкви схизматической. В знак признания его благосклонного поведения ему было предложено возглавить новую церковь, но Василий отказался.
В 1873 году новый патриарх, Иоаким, призвал Василия возглавить дирекцию Халкинской семинарии после неудачного правления её предыдущего директора Григория Фотиноса.
Одновременно Патриархия возложила на Василия изучение вопроса о законности хиротоний, совершённых в расколе. Митрополит Василий написал трактат «О законности рукоположения духовенства епископом лишённого сана или схизматиком», где в заключении, при выполнении определённых условий, его ответ является положительным. Трактат был переведён на болгарский язык митрополитом Варненским и Преславским Симеоном (Поповым).
Василий поддерживал своими средствами греческое образование, направляя большую часть своих усилий мецената в поддержку Греческой гимназии в Цотили (ныне ном Козани, Западная Македония).

### На покое
Василий вернулся в Анхиалос в 1876 году, в разгар «Восточного кризиса». В июне 1877 года, после объявления Русско-турецкой войны, Константинопольский патриархат предписал Василию оставить Анхиалос и оправиться в монастырь «Святая Анастасия» около Бургаса.
Василий был отозван со своего поста по настоянию турецких властей за проявление симпатий к наступавшей российской армии. С помощью богатого греческого банкира Георгиоса Зарифиса сумел добраться до Константинополя, где оставался 3 года при Патриархе Иоакиме III.

### Вновь митрополит Анхиальский
В феврале 1881 года Священный Синод восстановил его в звании митрополита Анхиалоса, где он оставался последующие 3 года. События, предшествовавшие и последовавшие после объединения (1885), ознаменовали гонения на греческое духовенство на новых болгарских территориях. Василий был удалён со своего поста и преподавал в Халкинской семинарии. Ситуация на дипломатической арене изменилась, и теперь Россия высказывалась официально против объединения Княжества Болгарии с Восточной Румелией, в то время как Британия, изменив свою позицию, благоприятствовала этому шагу.

### Митрополит Смирнский
Василий вернулся ненадолго в Анхиалос, но реакция болгар вынудила Патриархат избрать его в конце 1884 года митрополитом Смирнским (после смерти митрополита Мелетия). На этом посту он оставался до самой своей смерти.
Хотя Василий был кандидатом на трон Патриарха Константинополя, он высказался в 1901 году за повторное избрание на второй срок Патриарха Иоакима Великолепного.
Был инициатором расширения Греческого госпиталя и создания в 1902 году детских яслей Смирны.
Митрополит Василий пользовался почтением жителей Смирны за своё благочестие, нравственность и свою аскетичность, которые вошли в поговорку. Большой и результативной была его борьба против протестантских и других еретических групп, действовавших в Смирне.
По свидетельству афонского монаха и известного духовника отца Хрисанфа (Вреттароса):

 Митрополит тот был столь великой святости, что к нему тайно приходили турки для исцеления.— Иеромонах Хрисанф. "Сыны Света: воспоминания о старцах Афона"
Митрополит Василий умер 22 января 1910 года в Смирне. Его смерть вызвала глубокую скорбь и всеобщий траур у смирнцев, в котором приняли участие даже турки. В «Малоазийских Хрониках» было написано среди прочего и следующее: «У Василия склад души был как у епископов первых лет Христианства […] Для народа Смирны он был святым».

## Филантропия

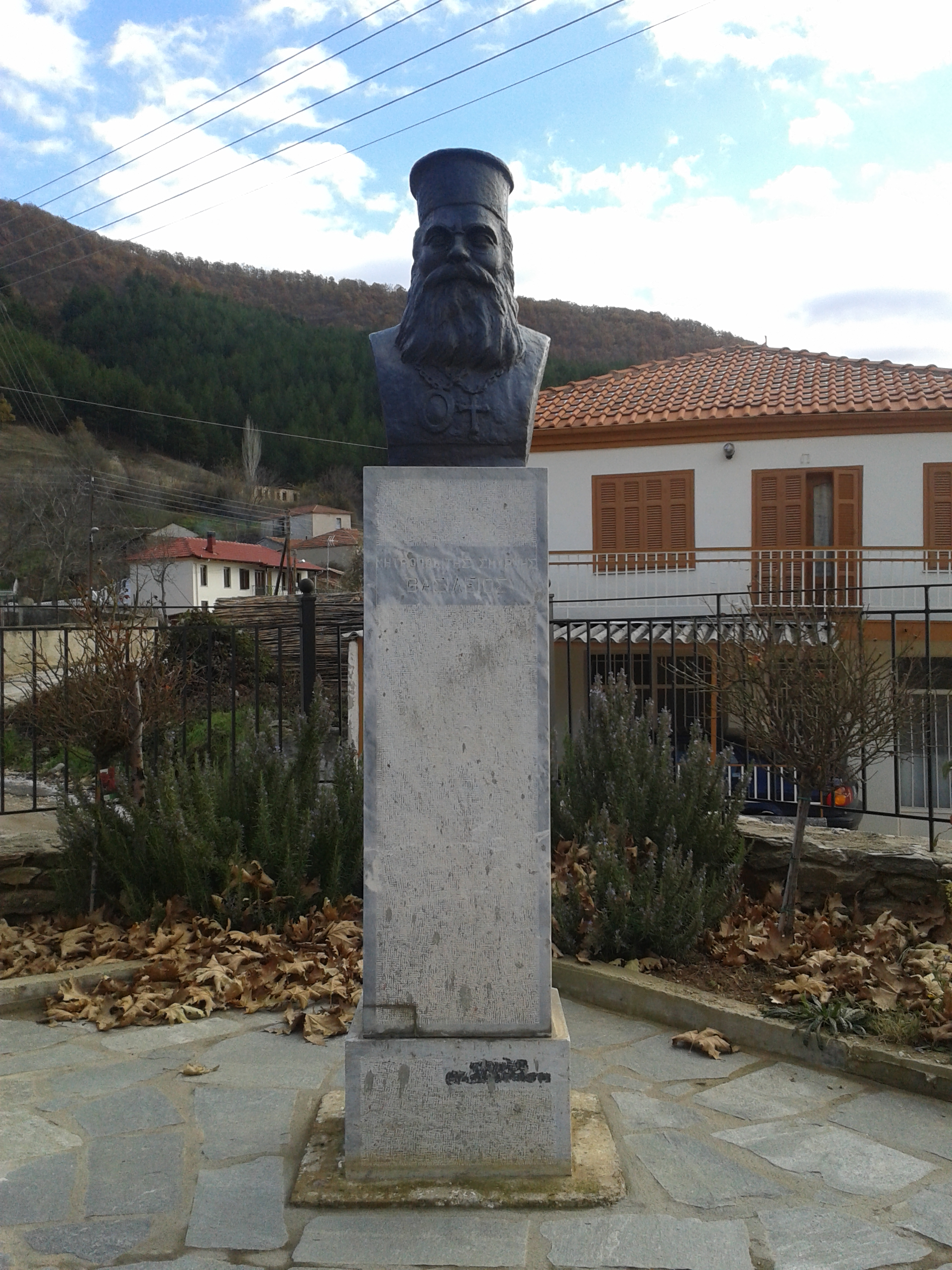

## Труды
Василий выделялся своим образованием и знанием языков и особенно преуспел в качестве проповедника и оратора. Известен историческими, догматическими, каноническими и гомилетическими трудами.
- Автор предисловий к «Беседам (XLI) Григория Паламы» (Иерусалим, 1857) и «Службе святого Евфимия» (Константинополь, 1857)
- «О Святой Троице»
- «О церковном клире»
- «О церковном отлучении»
- «Об епархиальном синоде Константинопольской архиепископии»
- «О титуле кафедр»
- «О старости» — Περί γήρατος (De senectute)
- «Пособие для студентов и питомцев Халкинской богословской школы» (Εγκόλπιον μαθητών και τροφίμων της εν χάλκη Θεολογικής Σχολής)[22]
- «О законности рукоположения духовенства епископом лишённого сана или схизматиком» (Περί του κύρους χειροτονίας κληρικών υπό επισκόπου καθηρημένου ή σχισματικού χειροτονηθέντων (απεφάνθη θετικά)).

## Память
В 1928 году его родное село Загорицани, освобождённое греческой армией во время Балканских войн 1912—1913 годов, было переименовано в Василиас (греч. Βασιλείας) (на димотики Василиада — Βασιλειάδα) в его честь